# Diario RED
Diario Red és un diari electrònic espanyol d'ideologia política d'esquerres, fundat el 18 de setembre de 2023 per Canal RED. Igual que Canal RED, el nou diari també es finançaria per micromecenatge.